# Gorenji Mokronog
Gorenji Mokronog – wieś w Słowenii, w gminie Mokronog-Trebelno. W 2018 roku liczyła 22 mieszkańców.